# Pavia di Udine
Pavia di Udine – miejscowość i gmina we Włoszech, w regionie Friuli-Wenecja Julijska, w prowincji Udine.
Według danych na rok 2004 gminę zamieszkiwało 5450 osób, 160,3 os./km².